# Министерство промышленности и коммуникации Туркменистана
Министерство промышленности и коммуникации Туркменистана (туркм. Türkmenistanyň Senagat we kommunikasiýa ministrligi) — орган исполнительной власти, осуществляющий государственное управление и единую государственную политику в области производства и распределения строительных материалов, деятельности автомобильного, железнодорожного, морского и речного транспорта, гражданской авиации, а также в области информационных технологий, массовых коммуникаций и почты.

## История
Создано указом Президента Туркменистана от 29 января 2019 года «в целях кардинального реформирования в эпоху могущества и счастья отрасли промышленности, транспорта и связи, дальнейшего повышения её эффективности посредством комплексного управления» на базе упраздненных Министерства промышленности Туркменистана, Министерства железнодорожного транспорта Туркменистана, Министерства автомобильного транспорта Туркменистана, Министерства связи Туркменистана, Государственной службы морского и речного транспорта Туркменистана и Службы «Туркменховаёллары» с переименованием их в соответствующие агентства в составе нового министерства.

## Структура
- Агентство «Туркменпромышленность» (Туркменсенагат, туркм. Türkmensenagat, бывш. Министерство промышленности Туркмении);
- Агентство «Железные дороги Туркменистана» (Туркмендемиреллары, туркм. Türkmendemirýollary, бывш. Министерство железнодорожного транспорта Туркмении);
- Агентство «Туркменавтотранспорт» (туркм. Türkmenawtoulaglary, бывш. Министерство автомобильного транспорта Туркмении);
- Агентство «Туркменсвязь» (туркм. Türkmenaragatnaşyk, бывш. Министерство связи Туркмении):
  - Космическое управление Агентства «Туркменсвязь» (бывш. Национальное космическое агентство при президенте Туркмении).
- Агентство «Туркменские морские и речные пути» (туркм. Türkmendenizderýaýollary, бывш. Государственная служба морского и речного транспорта Туркмении);
- Агентство «Туркменховаеллары» (Туркменские авиалинии, туркм. Türkmenhowaýollary, бывш. Служба «Туркменховаёллары»).

## Министры
| No | Имя                                | Назначен   | Уволен | Причина увольнения |
| 1  | Дурханов, Тахырберди Чарыбердиевич | 01.02.2019 |        |                    |